# Grep
grep je program, ki je bil napisan za operacijski sistem Unix. S seznamom datotek ali s standardnim vhodom išče vrstice besedila, ki se ujemajo z enim ali več regularnimi izrazi, in jih izpiše. Ime je akronim angleške besedne zveze »search globally for lines matching the regular expression, and print them«.